# Milcovățu, Giurgiu
Milcovățu (în trecut, Rușii lui Asan) este un sat în comuna Letca Nouă din județul Giurgiu, Muntenia, România.